# Golden Gate Park

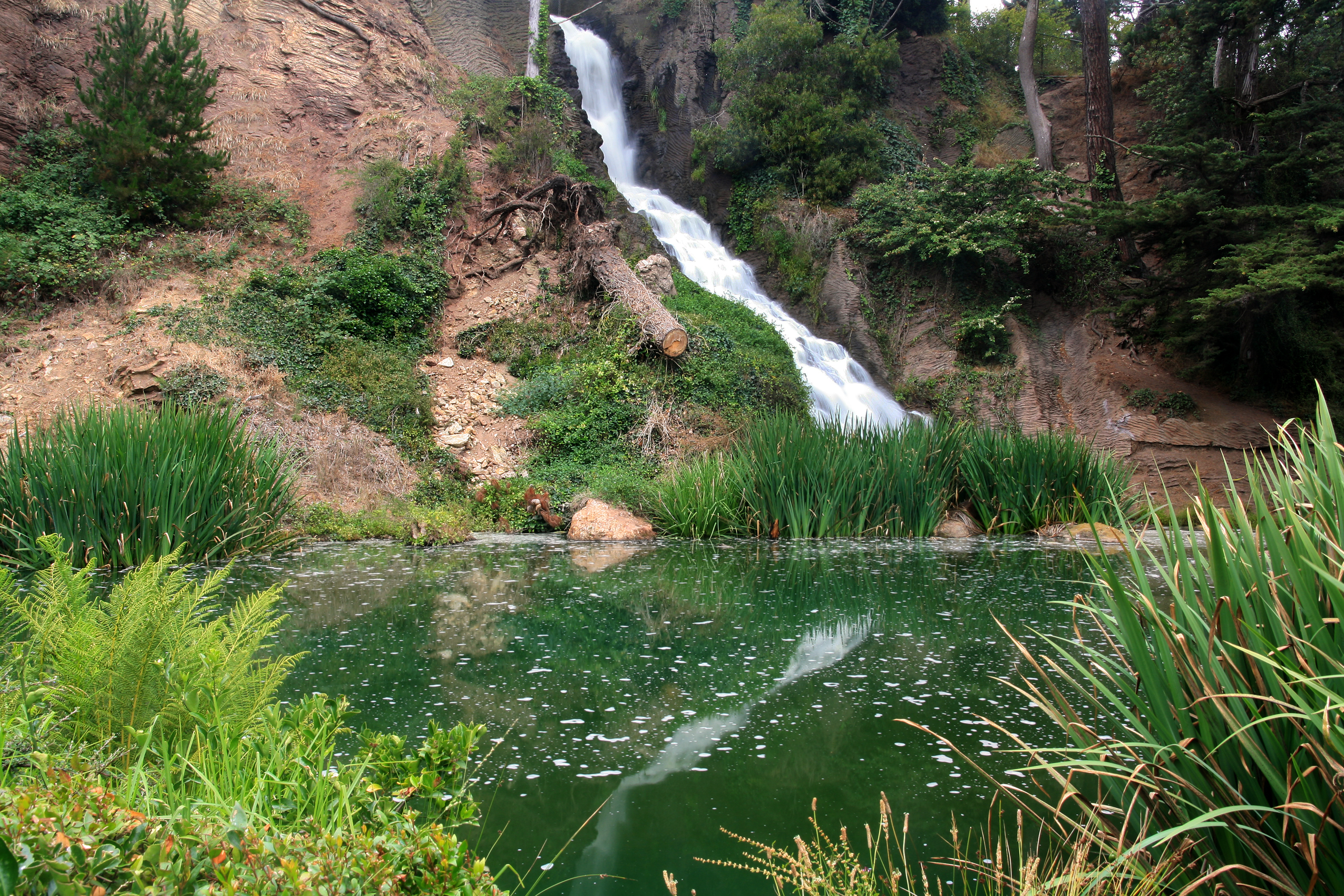
Rainbow Falls.

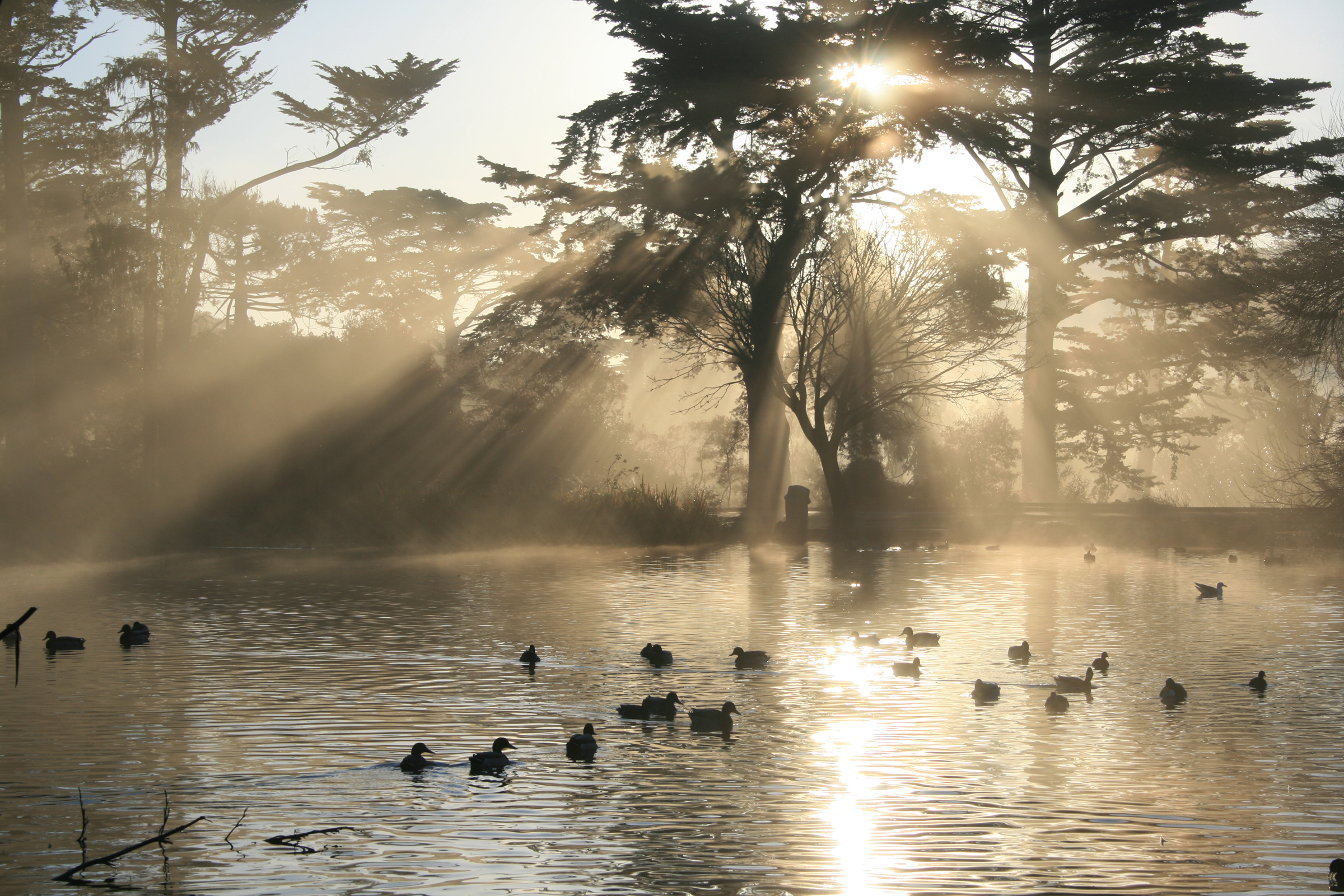
Estanque en el Golden Gate Park.

El Golden Gate Park, situado en  San Francisco, California, es un gran parque urbano que cubre un área de 4,12 km² de terrenos públicos. Configurado como un rectángulo, es similar en forma al Central Park de Nueva York y un 20 % más grande que este, con el que se le suele comparar. Con 13 millones de visitantes al año, el Golden Gate es el tercer parque urbano más visitado de Estados Unidos, después de Central Park y el Lincoln Park de Chicago.[cita requerida]